# Stein 2051
Stein 2051, eller Gliese 169.1, är en närbelägen dubbelstjärna av magnitud 11 och 12 i stjärnbilden Giraffen. Den består av en röd dvärg (komponent A) och en degenererad vit dvärg (komponent B), på ett avstånd av drygt 18 ljusår från jorden.
Stein 2051 är den närmaste dubbelstjärnan av typen röd dvärg + vit dvärg. Eridani BC befinner sig visserligen närmare (16,26 ljusårs avstånd), men är en trippelstjärna. Stein 2051 B är den sjätte närmaste vita dvärgen, efter Sirius B, Procyon B, van Maanens stjärna, LP 145-141 och 40 Eridani B.